# پیوندهای خانوادگی
پیوندهای خانوادگی (چکی: Rodinná pouta) یک مجموعهٔ تلویزیونی چکی است که در سال ۲۰۰۴ منتشر شد.

## بازیگران
- لنکا ترمرووا
- یان کاچر
- زدنکا زادنیکووا-ولنتسووا
- ساشا راشیلو
- آلیتسه بندووا
- مارتین زونار
- سیمونا کرائینووا
- مارکتا چستوای
- دانا مورافکووا
- هینک چارماک